# 슬라이딩 퍼즐

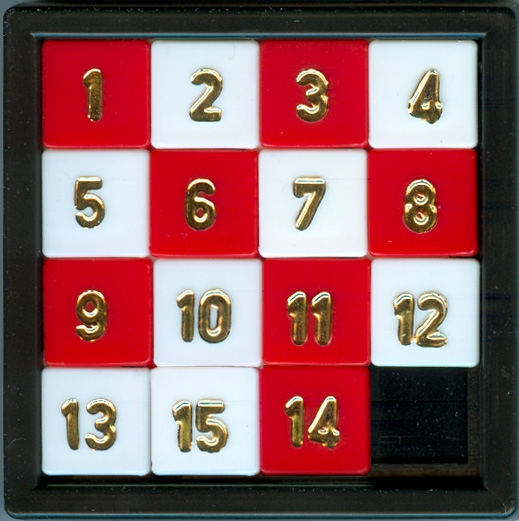

슬라이딩 퍼즐(sliding puzzle)은 플레이어가 보드 상에 나열된 납작한 조각판을 움직여 올바른 모양을 맞춰야하는 퍼즐이다.
5x5 퍼즐은 슬라이딩 퍼즐 중 가장 오래된 형태로서, 노예스 채프만(Noyes Chapman)에 의해 1880년에 개발되었다. 종종 샘 로이드(Sam Loyd)가 이 퍼즐의 개발자로 알려져있는데 이는 잘못된 상식이다.
슬라이딩 퍼즐은 조각판을 보드에서 들어올려 맞추는 것이 금지되어 있다. 이는 직소 퍼즐과 같은 재배열 퍼즐(rearrangement puzzles)과 구분되는 특징이다. 그러므로, 2차원 배열 상에서 조각판을 움직여 길을 따라 정답을 맞혀나가야한다. 4x4 퍼즐, 5x5 퍼즐 혹은 러시 아워와 같은 퍼즐 등이 유명하다.
슬라이딩 퍼즐은 기본적으로 2차원이나, 3차원 혹은 기계적으로 연결된 조각판에 의한 퍼즐도 존재한다. 하지만, 기계적으로 조각판들을 연결한 퍼즐들은 보통 슬라이딩 퍼즐이라 하지 않는다. 각 조각판들은 평면 보드 상에서 동일히 나누어져야하며, 특정 규칙을 통해 이동할 수 있어야 한다.

## 같이 보기
- 루빅스 큐브